# Gianni Versace
Gianni Versace (2. prosince 1946, Reggio di Calabria, Itálie – 15. července 1997, Miami Beach) byl italský módní návrhář.

## Život
Gianni Versace se narodil v Kalábrii, která patří k nejchudším oblastem Itálie. Jeho starší bratr hrával baseball, ale Giannimu imponoval spíše matčin krejčovský salon. Odmalička jí pomáhal se šitím a ještě mu nebylo ani 10 let, když navrhl své první šaty. Ve 25 letech se odstěhoval do Milána, kde začal navrhovat šaty pro známé firmy. V roce 1976 s podporou staršího bratra Santa a sestry Donatelly založil firmu se znakem Medúsy – mytické příšery, po jejímž pohledu každý zkamení.
Jejich oděvy se lišily hlavně fantazií a kreativitou, provokativností a erotickým nábojem. Versace byl gay, i mužskému oděvu dával erotičnost. Zaujal celebrity z odlišných společenských sfér, výstřední umělce i kontroverzní politiky. Oblékal princeznu Dianu i Madonnu a množství hollywoodských hvězd. Na přelomu 80. a 90. let kulminovala jeho kreativita.
Bydlel střídavě v Miláně, pak v Miami nebo v New Yorku. Měl stálého přítele, sbíral starožitnosti i moderní umění. Jeho módní firma vydělávala miliony dolarů.
V roce 1994 lékaři u Versaceho zjistili rakovinu. Následovaly měsíce chemoterapie. Po dlouhé přestávce se vrátil ke své práci. Znovu provokoval – ovlivněn myšlenkami na smrt vytvořil se svou nejoblíbenější modelkou Naomi Campbellovou kreaci, která byla více divadelním představením, než módní přehlídkou. Modelky na sobě měly šaty se symboly kříže a Naomi slepými náboji střílela z pistole.

## Smrt
V polovině července 1997 se Gianni vracel domů ze svého oblíbeného baru, kde si každý den dával první kávu. Když chtěl u své vily v luxusní části Miami odemknout dveře, útočník ho zasáhl dvěma střelami do hlavy. Kolemjdoucí zavolali záchranku, Versace však při převozu do nemocnice zemřel.
Pátrání po vrahovi se v USA nakonec soustředilo na vzdělaného a bohatého mladíka Andrewa Cunanana. Deset dnů po vraždě nalezla policie jeho mrtvé tělo. Zastřelil se stejnou zbraní, kterou předtím vraždil. Motiv nebyl nikdy uspokojivě vysvětlen.
Podle seriálu Šest stupňů vraždy / Six Degrees of Murder (TV seriál 2016) pocházel Cunanan z chudých poměrů, což ale kontrastuje s jeho chováním a utrácením peněz v drahých hotelích nebo luxusních restauracích. Kvůli tomu se zadlužil a zřejmě vraždou nejen Versaceho si chtěl pomoci, ale mohlo taky jít o závist.